# كيفهلير
كولاير (بالألمانية: Kevelaer) هي بلدة ألمانية تقع في ألمانيا في كليفه.  يقدر عدد سكانها بـ 28,010 نسمة .

## معرض صور

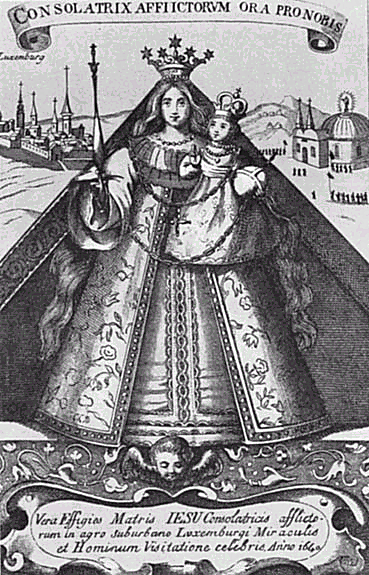
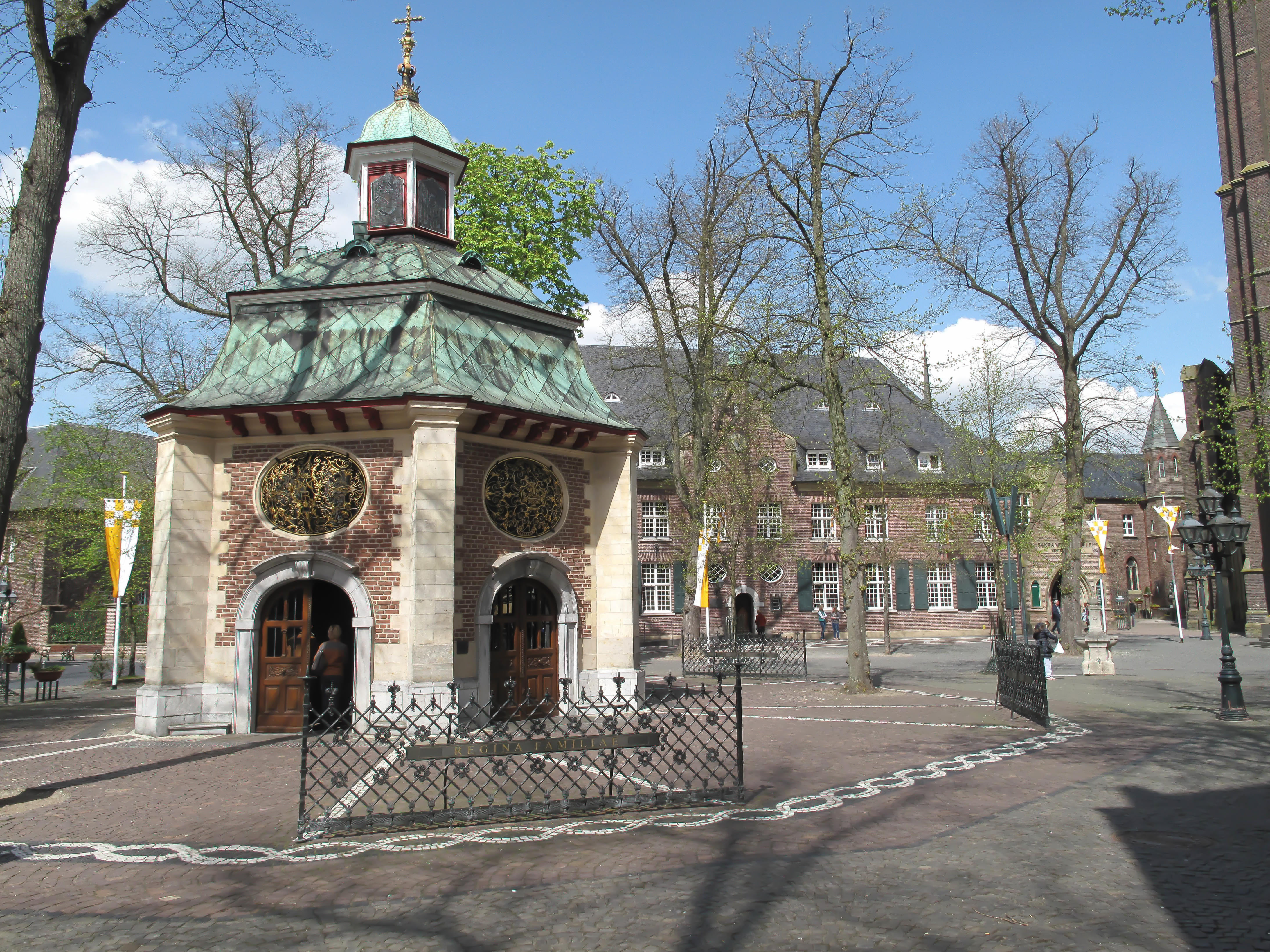
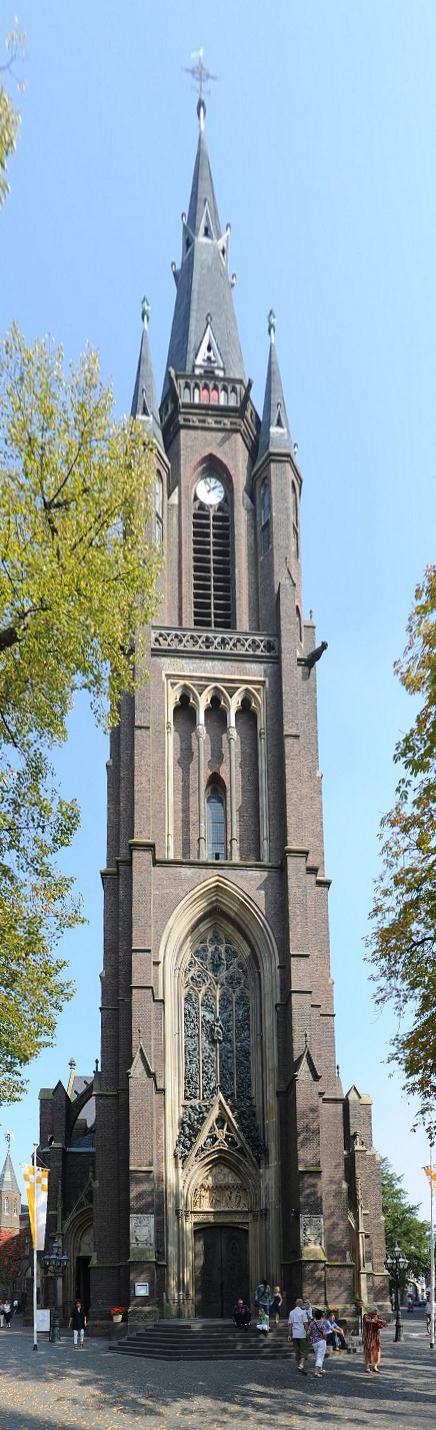